# Javania cailleti
Espèce
Statut CITES
Javania cailleti est une espèce de coraux appartenant à la famille des Flabellidae.